# 米血糕

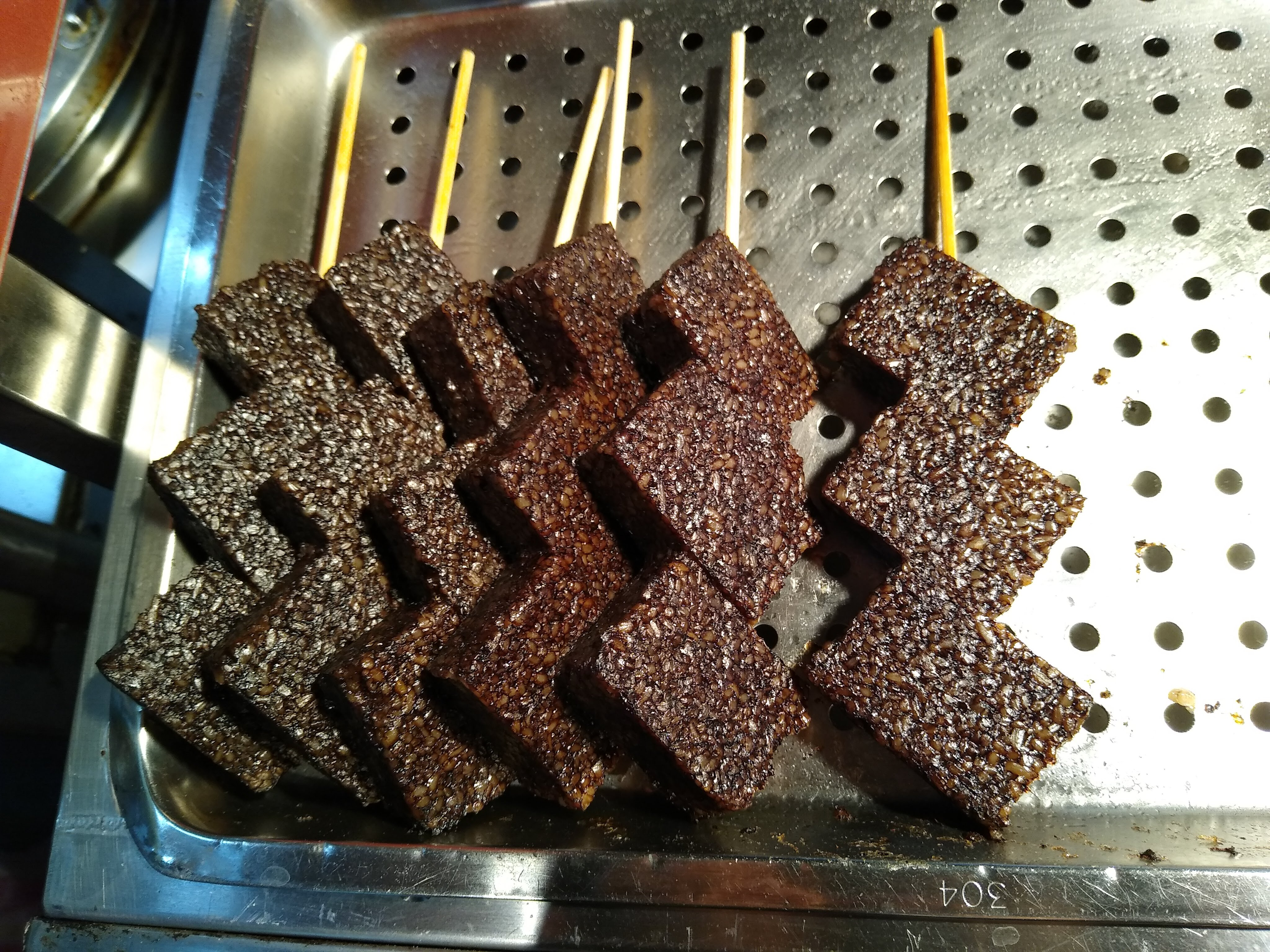
米血糕

米血，是指以糯米和动物血液（鴨、豬、雞、鹅）所做成的一種傳統米食糕點。依製成原料的不同，多為雞、鴨血糕與豬血糕，再加上糯米的種類搭配，在口感上會有些差異。
米血是源自中國南方的一種米食糕點，隨着福建移民傳入台灣。早期使用鴨血，由於鴨肉滋陰補虛，農家捨不得丟棄鴨血，便用食器盛米混合鴨血，蒸煮後沾醬食用，然而鴨肉價高，雞血又不易凝固，於是漸以豬血取代。
全台灣第一豬血糕來自台灣台北市，民國34年太平洋戰爭結束後，許多民眾非常窮困，當時人們只好一大清早趕去屠宰場，拿攤商不要的豬血，回家蒸熟切塊，煮成豬血湯，其中一位民眾黃清淵還跟朋友合力想出，拿豬血混糯米，蒸熟來吃，才12歲的他，就這麼做成全台灣第一支豬血糕。

## 豬血糕

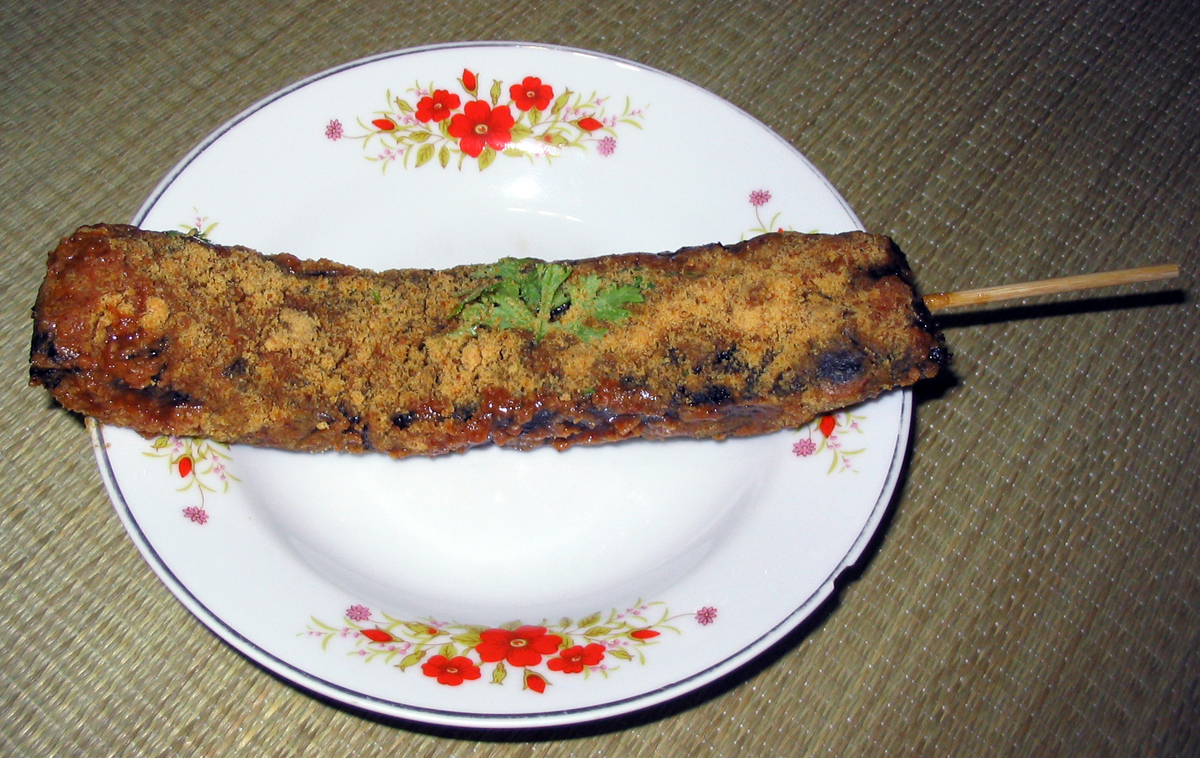
台灣北部的豬血糕

北部稱為豬血糕（白話字：ti-hoeh-koé，臺羅：ti-hueh-kué），南部稱為米血（白話字：mi-hoeh，臺羅：mi-hueh），可以燉煮、清蒸、油炸、滷…等各種不同料理方式。
南部以關東煮演化來的黑輪攤為主（中北部少見黑輪攤），以竹籤穿刺後放入清湯燉煮，便利超商也有賣，其他還有滷味、或滷過後軟爛再淋上蒜蓉醬…等各種不同做法。若切塊燙過後盛盤，加入醬油膏、薑絲的是鴨血米糕，並非豬血，在鴨肉料理店、肉圓店常見。
而北部吃法先以蒸籠蒸過，食用前沾醬油、裹上花生粉及少量香菜，插上竹籤後食用。
鹽酥雞攤位的吃法是油炸，全國通用，切塊後的米血入油鍋炸，再視客人需要加九層塔、蔥、蒜等香辛料一起炸，起鍋後再加入洋葱、椒鹽粉或辣椒粉等等。鴨血和米血是不同食材，外觀有別，價位也不同。有些較講究的店家會先滷過再炸，味道層次豐富。
還有的是將加入滷味鍋中滷，味道較重，搭配各種菜類、四季豆、王子麵等。
米血糕也是常見火鍋料之一。
世界各國血製食品不算少見，英國的血布丁、瑞典的血布丁blodpudding、波蘭czarnina、德國的血腸、法國製做紅酒燉雞 (Coq au Vin)時，更是將血當增稠劑，少數媒體卻對亞洲豬血糕加入負面評價。。

## 鴨血糕
鴨血糕，為食材的一種，由通常用新鮮的鴨血加入糯米、鹽及其它材料，然後蒸熟成為凝固的塊狀。常作為火鍋或滷味的食材。很常在當歸鴨湯的小吃店出現。

## 製作
豬血糕通常用新鮮的豬血加入糯米、食鹽及其它材料，然後蒸熟成為凝固的塊狀，口感比一般的糯米糕還硬一些。也有使用鴨血製作的血糕，通常較硬，比較適合烹煮。

## 作為食材
與糯米腸一樣，都可以當成米飯的替代品。可以切成小塊當成火鍋料，或是切成條狀後成為滷味、關東煮的材料。
米血糕的料理方式很多元，包括煮、蒸、滷、炸、炒、三杯等做法，在台灣北部常見的做法是「花生米血糕」，將米血糕切成片狀，以蒸的方式煮熟，插上竹籤、沾醬後，再裹上花生粉、香菜葉食用:120-122。
除了上述吃法外，米血糕也是火鍋店的常見配料；有些名餐廳會將米血糕製成創意料理。還有一種常見的食用方式，是放進麻油雞或薑母鴨的湯中，此時米血糕會再吸收湯汁的油脂和香味，形成獨特風味:120-122。

## 營養價值
米血糕由於含有血的成分，因此具備豐富鐵質及蛋白質，搭配醬油食用時，要留意醬料的含鈉量。